# Jacob Christopher Naumann
Jacob Christopher Naumann född 1727, död 1798, var en svensk möbelsnickare och snickare av tysk börd.
Han var son till den tyske slaktaren Christopher Naumann och far till snickaråldermannen Johannes Naumann i Malmö. Han var verksam i Malmö som möbel- och finsnickare. Ett flertal möbelsnickare fick sin första utbildning i hans verkstad.  